# Conofilippia subterranea
Conofilippia subterranea är en insektsart som beskrevs av Charles Kimberlin Brain 1920. Conofilippia subterranea ingår i släktet Conofilippia och familjen skålsköldlöss. Inga underarter finns listade i Catalogue of Life.